# Les Petites Cardinal
Pour plus de détails, voir Fiche technique et Distribution.
Les Petites Cardinal est un film français réalisé par Gilles Grangier, sorti en 1951.

## Fiche technique
- Titre : Les Petites Cardinal
- Réalisation : Gilles Grangier, assisté de Michel Boisrond
- Scénario : Françoise Giroud, Marc-Gilbert Sauvajon, d'après le roman éponyme de Ludovic Halévy
- Photographie : Marcel Grignon
- Décors : Raymond Druart[1]
- Costumes : Marie-Louise Bataille et Mireille Leydet
- Son : Jean Bertrand
- Montage : André Gug
- Musique : Vincent Scotto
- Production : Claude Dolbert
- Société(s) de production : Codo Cinéma
- Pays de production : France
- Format : Noir et blanc - 35 mm - 1,37:1 - Mono
- Genre : Comédie
- Durée : 93 minutes
- Date de sortie :
  - France : 22 juin 1951
- Affiche : Jacques Bonneaud, Guy-Gérard Noël (France)

## Distribution
- Saturnin Fabre : M. Cardinal, le père de Virginie et de Pauline, féru de respectabilité mais sensible à l'attrait de l'argent
- Denise Grey : Mme Cardinal, sa femme, qui partage ses valeurs
- Véra Norman : Virginie Cardinal, l'une des deux filles Cardinal, danseuse du corps de ballet de l'Opéra, désireuse de monter dans la société
- Sophie Leclair : Pauline Cardinal, sa sœur, danseuse à l'Opéra elle aussi, tout aussi ambitieuse que Virginie
- Jean Tissier : le marquis Alberto de Cavalcanti, un nobliau sur le retour qui lorgne Virginie
- Claude Nicot : Gaspard, un ébéniste amoureux de Pauline
- Jacques Castelot : le baron des Glaïeuls, un homme influent
- Jacques Meyran : Giuseppe Chamborini, un sémillant professeur de chant, avec qui Virginie court le guilledou
- Jacqueline Noëlle : une danseuse